# Franz Joseph Wagner
Franz Joseph Wagner (ur. w 1886 w Rogóżce, zm. 3 maja 1972 prawd. w Berlinie-Charlottenburgu) – niemiecki malarz i grafik, pejzażysta.
Działał głównie we Wrocławiu, gdzie posiadał własną pracownię. W kręgu jego zainteresowań znajdowało się przede wszystkim malarstwo pejzażowe różnych części Sudetów. Sporo czasu spędzał w rodzinnych stronach malując widoki okolic Bystrzycy Kłodzkiej, Lądka-Zdroju i Bolesławowa. Znane są również realistyczne portrety miejscowych wieśniaków jego pędzla.
Obrazami i grafikami F. J. Wagnera ilustrowane były kłodzkie czasopisma regionalne, głównie dwumiesięcznik „Die Grafschaft Glatz”.
Po II wojnie światowej osiadł w Kreiensen, w Górach Harzu (Dolna Saksonia). Był członkiem Kłodzkiej Grupy Artystycznej (KVGH).
W 1999 r. obrazy Wagnera weszły w skład wystawy organizowanej przez Muzeum Ziemi Kłodzkiej, a zatytułowanej Grafika i malarstwo pejzażowe na Ziemi Kłodzkiej w XX stuleciu – pokolenia.